# Scaphophyllum speciosum
Espèce
Synonymes
- Anastrophyllum speciosum Horik.[2]
- Jungermannia speciosa (Horik.) N. Kitag.[2]
- Scaphophyllum speciosum[3]
- Solenostoma speciosum (Horik.) Hentschel, K. Feldberg, D.G. Long, Váňa, Heinrichs & Bombosch[2]
- Solenostoma speciosum Scaphophyllum speciosum (Horik.) Inoue (préféré par NCBI)[3]

Statut de conservation UICN

 VU B1+2cd : Vulnérable
Scaphophyllum speciosum est une espèce de plantes de la famille des Jungermanniaceae.

## Liste des sous-espèces
Selon NCBI (12 avril 2019) :
- sous-espèce Solenostoma speciosum subsp. villosum Scaphophyllum speciosum subsp. villosum R.M. Schust.

Selon Tropicos (12 avril 2019) (Attention liste brute contenant possiblement des synonymes) :
- sous-espèce Scaphophyllum speciosum subsp. speciosum
- sous-espèce Scaphophyllum speciosum subsp. villosum R.M. Schust.

## Publication originale
- Journal of Japanese Botany 41: 266. 1966.